# Atyria chibcha
Atyria chibcha là một loài bướm đêm trong họ Geometridae.